# FC Traktor Minsk
El FC Traktor Minsk (del ruso: ФК Трактор) fue un equipo de fútbol de Bielorrusia que jugó en la Liga Soviética de Bielorrusia, la primera categoría de fútbol en el país.

## Historia
Fue fundado en el año 1947 en la capital Minsk con el nombre Traktor MTZ luego de crear la Minsk Traktar Plant (MTZ) y entraron a la liga bielorrusa al año siguiente.
El club fue campeón de la Liga Soviética de Bielorrusia en 2 ocasiones, ambas de manera consecutiva y se mantuvo en la máxima categoría hasta su descenso en la temporada de 1987.
Posteriormente el club tras la independencia de Bielorrusia se mantuvo principalmente en la Segunda Liga de Bielorrusia, con una breve aparición en la Primera Liga de Bielorrusia en el año 2000 hasta que dos años después el club se fusiona con el Trudovye Rezervy-RIPO para dar origen al MTZ-RIPO Minsk.

## Palmarés
- Liga Premier de Bielorrusia: 2

1948, 1949
- Segunda Liga de Bielorrusia: 1

1999